# Atletisme als Jocs Olímpics d'estiu de 2012 – Llançament de pes femení
La prova del llançament de pes femení dels Jocs Olímpics de Londres del 2012 es va disputar el 6 d'agost a l'Estadi Olímpic de Londres.

## Rècords
Abans de la prova els rècords del món i olímpic existents eren els següents:
| Rècord del món | Natalya Lisovskaya (URS) | 22m 63cm | Moscou, URSS | 7 de juny de 1987    |
| Rècord olímpic | Ilona Slupianek (GDR)    | 22m 41cm | Moscou, URSS | 24 de juliol de 1980 |

## Horaris
Tots els horaris són segons l'horari britànic (UTC+1)
| Data                       | Hora  | Ronda          |
| -------------------------- | ----- | -------------- |
| Dilluns, 6 d'agost de 2012 | 10:45 | Qualificacions |
| Dilluns, 6 d'agost de 2012 | 19:15 | Final          |

## Medallistes
| Or                      | Plata               | Bronze                  |
| Nadzeya Astapchuk (BLR) | Valerie Adams (NZL) | Ievguénia Kolodkó (RUS) |

## Resultats

### Qualificació
Es demana 18m 90cm (Q) per passar a la final o bé els 12 millors llançadors (q).
| Posició | Grup | Nom                                  | #1    | #2    | #3    | Resultat | Notes |
| ------- | ---- | ------------------------------------ | ----- | ----- | ----- | -------- | ----- |
| 1       | A    | Nadzeya Astapchuk (BLR)              | 20.76 |       |       | 20.76    | Q     |
| 2       | A    | Valerie Adams (NZL)                  | x     | 20.40 |       | 20.40    | Q     |
| 3       | B    | Ievguénia Kolodkó (RUS)              | 19.31 |       |       | 19.31    | Q     |
| 4       | A    | Li Ling (CHN)                        | 18.86 | 19.23 |       | 19.23    | Q     |
| 5       | B    | Gong Lijiao (CHN)                    | 19.11 |       |       | 19.11    | Q     |
| 6       | B    | Liu Xiangrong (CHN)                  | 18.87 | 18.96 |       | 18.96    | Q     |
| 7       | B    | Irina Tarasova (RUS)                 | 18.55 | 18.59 | 18.76 | 18.76    | q     |
| 8       | A    | Michelle Carter (USA)                | 18.27 | 18.63 | x     | 18.63    | q     |
| 9       | A    | Christina Schwanitz (GER)            | 18.44 | 18.43 | 18.62 | 18.62    | q     |
| 10      | B    | Natallia Mikhnevich (BLR)            | 18.60 | 18.12 | 18.30 | 18.60    | q     |
| 11      | B    | Geisa Arcanjo (BRA)                  | x     | 18.47 | 18.33 | 18.47    | q     |
| 12      | B    | Natalia Ducó (CHI)                   | 18.45 | 18.23 | 18.17 | 18.45    | q     |
| 13      | A    | Cleopatra Borel-Brown (TRI)          | 18.26 | 18.36 | 18.34 | 18.36    |       |
| 14      | B    | Nadine Kleinert (GER)                | x     | 18.06 | 18.36 | 18.36    |       |
| 15      | A    | Chiara Rosa (ITA)                    | 17.91 | 18.14 | 18.30 | 18.30    |       |
| 16      | A    | Jillian Camarena-Williams (USA)      | 18.22 | 17.99 | 17.51 | 18.22    |       |
| 17      | B    | Úrsula Ruiz (ESP)                    | 17.99 | x     | x     | 17.99    | PB    |
| 18      | B    | Janina Karolchyk-Pravalinskaya (BLR) | 17.68 | 17.87 | 17.69 | 17.87    |       |
| 19      | A    | Josephine Terlecki (GER)             | 17.78 | x     | 17.73 | 17.78    |       |
| 20      | B    | Tia Brooks (USA)                     | 17.21 | 17.72 | 17.29 | 17.72    |       |
| 21      | B    | Misleydis González (CUB)             | 17.68 | 17.61 | 17.35 | 17.68    |       |
| 22      | A    | Leila Rajabi (IRN)                   | 17.17 | 17.55 | 17.42 | 17.55    |       |
| 23      | A    | Julie Labonté (CAN)                  | 17.48 | 17.32 | x     | 17.48    |       |
| 24      | A    | Anita Márton (HUN)                   | 16.29 | 17.04 | 17.48 | 17.48    |       |
| 25      | A    | Anna Avdeyeva (RUS)                  | 17.47 | x     | x     | 17.47    |       |
| 26      | B    | Lin Chia-ying (TPE)                  | 16.74 | 17.43 | x     | 17.43    | NR    |
| 27      | A    | Mailín Vargas (CUB)                  | 16.76 | 16.64 | x     | 16.76    |       |
| 28      | A    | Sandra Lemos (COL)                   | 16.50 | 16.07 | x     | 16.50    |       |
| 29      | B    | Alexandra Fisher (KAZ)               | 15.84 | 16.16 | x     | 16.16    |       |
| 30      | B    | 'Ana Po'uhila (TGA)                  | 15.80 | 15.75 | 15.11 | 15.80    |       |
| 31      | A    | Elena Smolyanova (UZB)               | 14.35 | 14.43 |       | 14.43    |       |
| N/D     | B    | Radoslava Mavrodieva (BUL)           | x     | x     | x     | N/D      | NM    |

### Final
| Posició | Nom                       | #1    | #2    | #3    | #4    | #5    | #6    | Resultats | Notes |
| ------- | ------------------------- | ----- | ----- | ----- | ----- | ----- | ----- | --------- | ----- |
| Or      | Nadzeya Astapchuk (BLR)   | 20.01 | 21.31 | 21.36 | 21.15 | 21.32 | X     | 21.36     |       |
| Argent  | Valerie Adams (NZL)       | 20.61 | X     | 20.70 | X     | X     | 20.24 | 20.70     |       |
| Bronze  | Ievguénia Kolodkó (RUS)   | 19.45 | 19.52 | X     | X     | X     | 20.48 | 20.48     | PB    |
| 4       | Gong Lijiao (CHN)         | 20.13 | 19.67 | 19.91 | 19.76 | 20.22 | 20.00 | 20.22     | PB    |
| 5       | Li Ling (CHN)             | 18.87 | 18.77 | 19.28 | X     | 19.63 | 19.58 | 19.63     |       |
| 6       | Michelle Carter (USA)     | 19.05 | 18.83 | 18.92 | 19.42 | 19.12 | 18.88 | 19.42     |       |
| 7       | Liu Xiangrong (CHN)       | 19.18 | 18.88 | 18.74 | X     | 18.47 | 18.77 | 19.18     |       |
| 8       | Geisa Arcanjo (BRA)       | 18.27 | X     | 19.02 | X     | X     | 17.19 | 19.02     | PB    |
| 9       | Irina Tarasova (RUS)      | 19.00 | 18.80 | X     | N/D   | N/D   | N/D   | 19.00     |       |
| 10      | Natalia Ducó (CHI)        | 18.80 | 18.70 | 18.62 | N/D   | N/D   | N/D   | 18.80     | NR    |
| 11      | Christina Schwanitz (GER) | 18.20 | 18.47 | X     | N/D   | N/D   | N/D   | 18.47     |       |
| 12      | Natallia Mikhnevich (BLR) | 18.42 | X     | 18.27 | N/D   | N/D   | N/D   | 18.42     |       |

NR - Rècord nacional / PB - Millor marca personal / NM - Sense marca